# Rue de la Procession (Paris)
Pour les articles homonymes, voir Rue de la Procession.
La rue de la Procession est une voie située dans le quartier Saint-Lambert et le quartier Necker du 15e arrondissement de Paris.

## Situation et accès

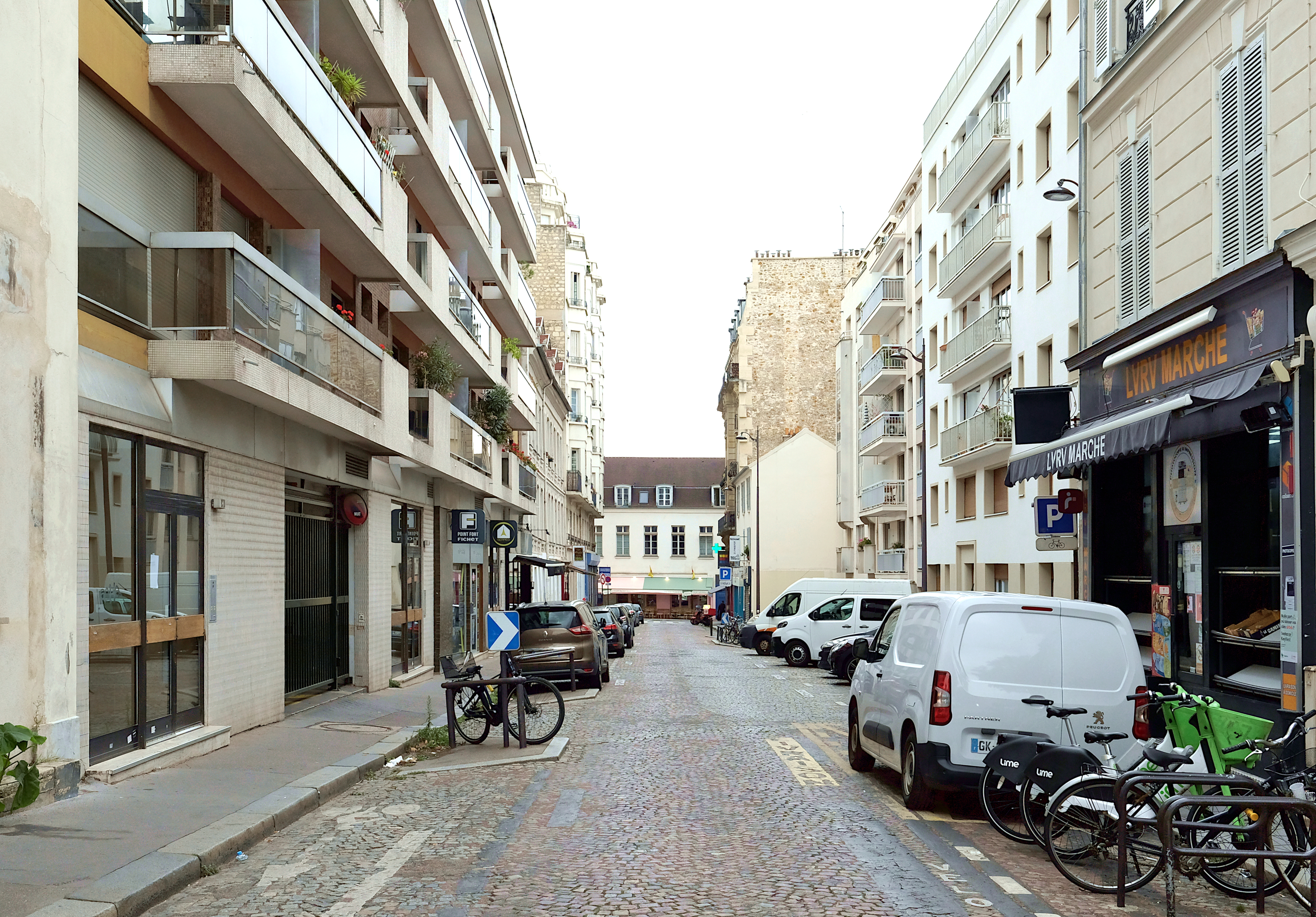
La rue de la Procession vue en direction de la rue de Vaugirard.

La rue de la Procession est desservie à proximité par la ligne 12 à la station Volontaires.

## Origine du nom
Elle doit son nom aux anciennes processions de la paroisse de l'église Saint-Lambert de Vaugirard qui s'y déroulaient.

## Historique
Ancienne voie de la commune de Vaugirard présente sur les plans de 1730 sous le nom de « chemin de la Procession » et de « chemin Vert », elle est intégrée au territoire de la ville de Paris en 1863.
En 1873, avec la construction de la ligne de chemin de fer de la gare Montparnasse qui la coupe en deux, sa partie située vers le 14e arrondissement prend le nom de rue de Gergovie.

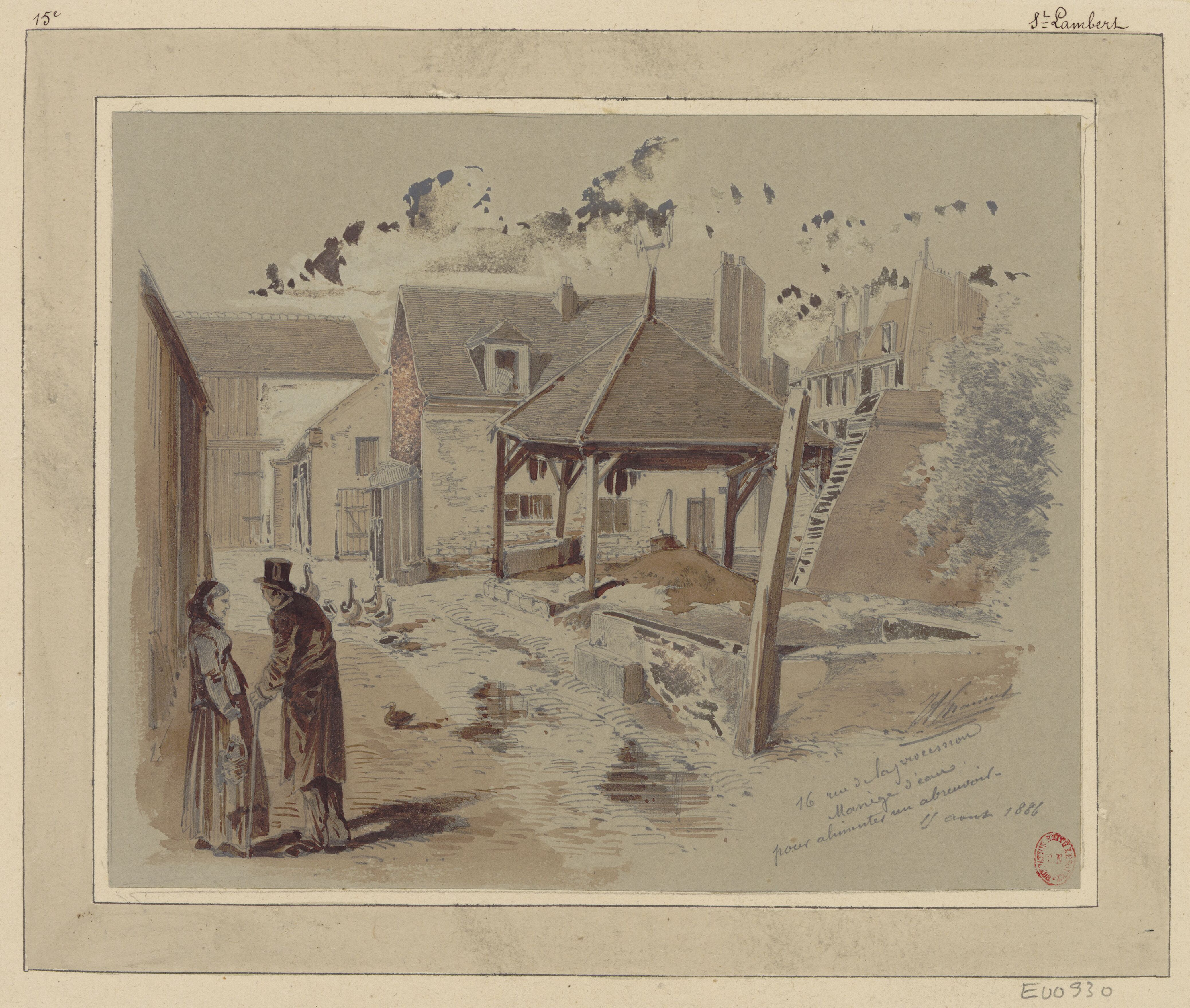
No 16 : ancien manège d'eau pour alimenter un abreuvoir (dessin de Jules-Adolphe Chauvet, 1886).
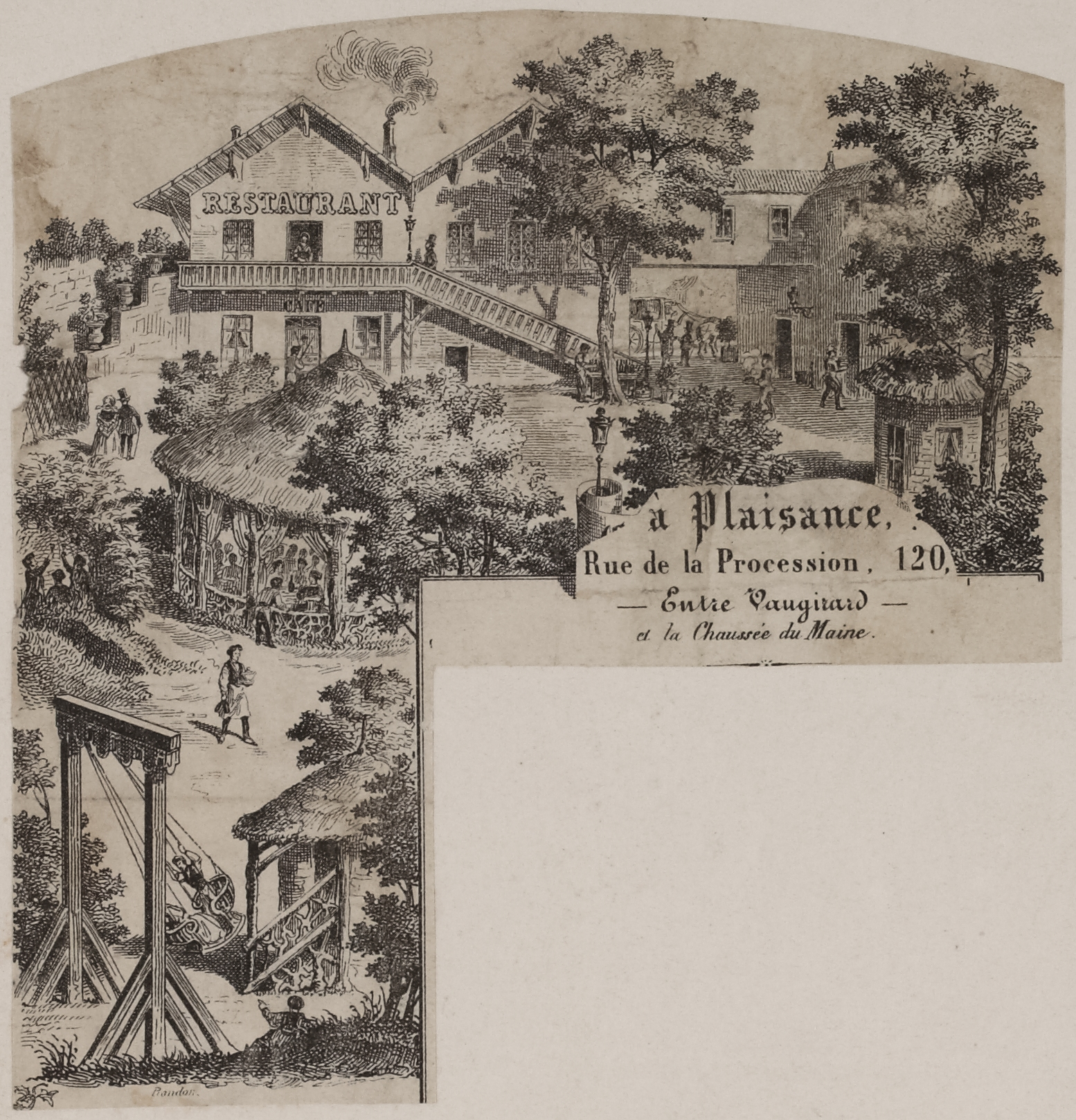
No 120 : le restaurant À Plaisance et ses jardins.

## Bâtiments remarquables et lieux de mémoire
- Le square Necker.
- No 8 : le 1er septembre 1942, sous l'Occupation, le résistant Marc Lainé lance une grenade sur un bureau de placement situé à cette adresse ; la veille, Maurice Cadet, était allé repérer les lieux[2].
- No 16 : immeuble Art nouveau conçu par les architectes Théodore Lambert et Victor Bompar.
- No 27 : siège de l'Institut français des relations internationales (Ifri).
- No 45 : siège de la CFTC (Confédération française des travailleurs chrétiens).
- No 50 : siège de la Délégation générale à l'emploi et à la formation professionnelle entre 1987 et 1993[3].

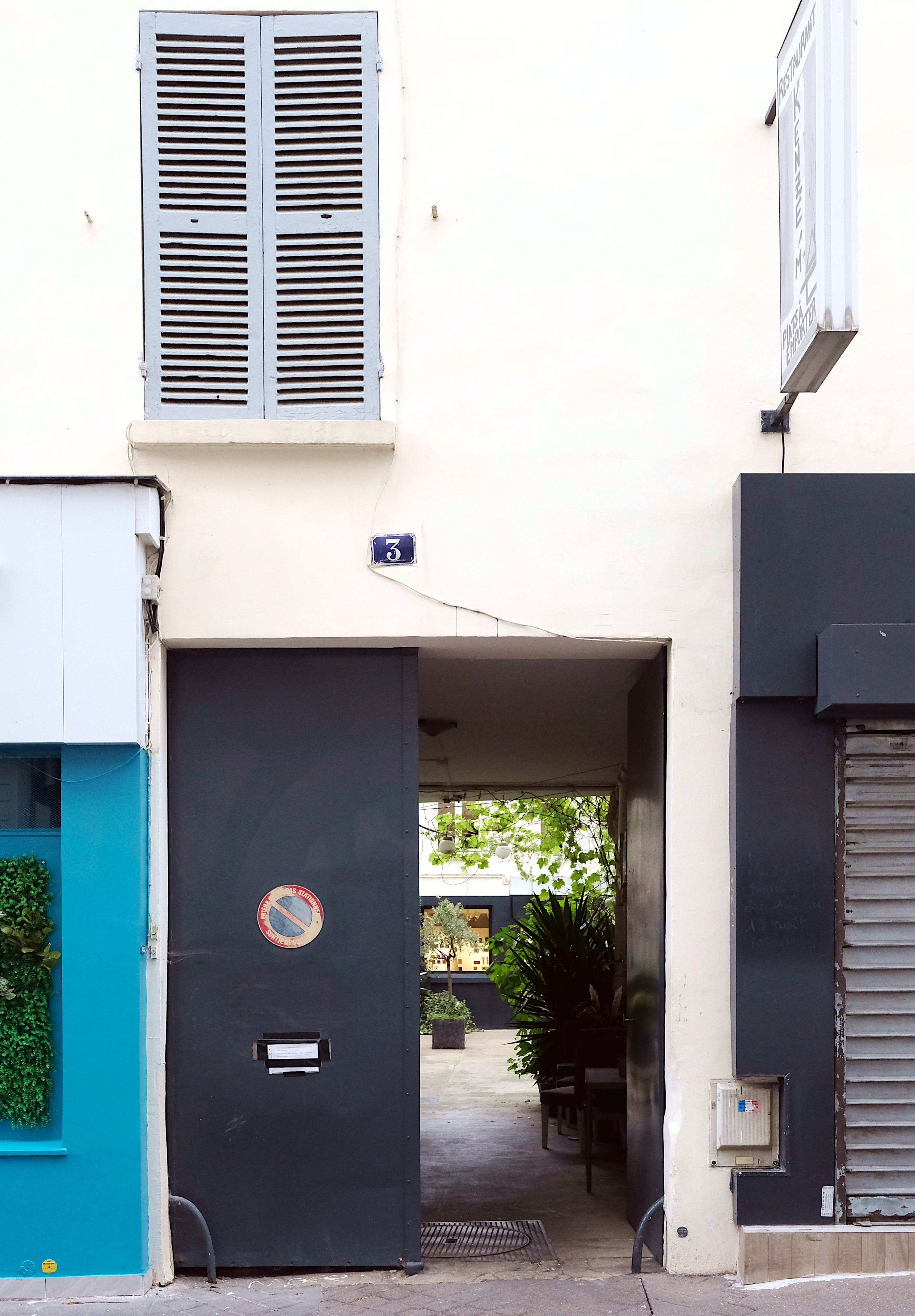
No 3.
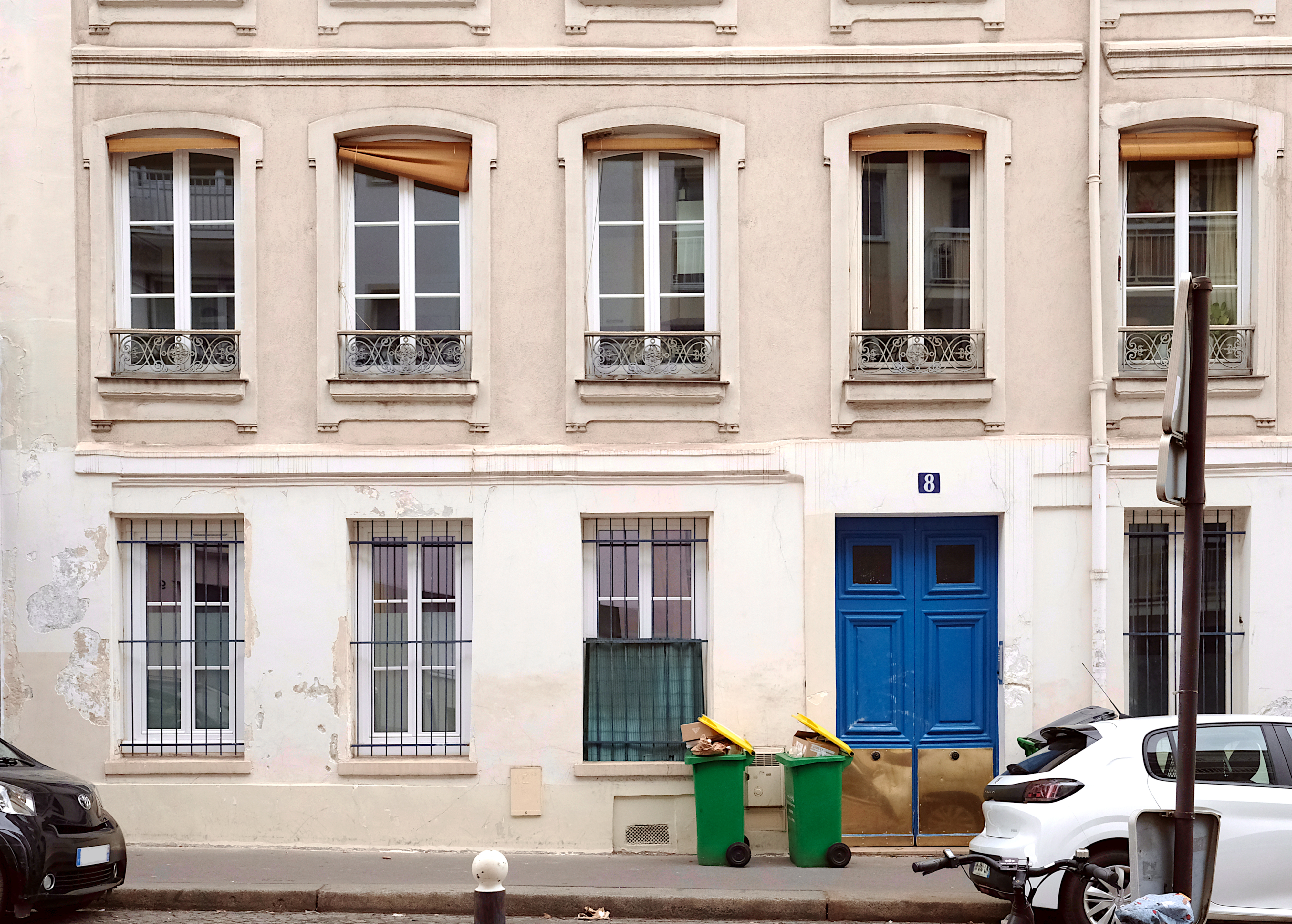
No 8.
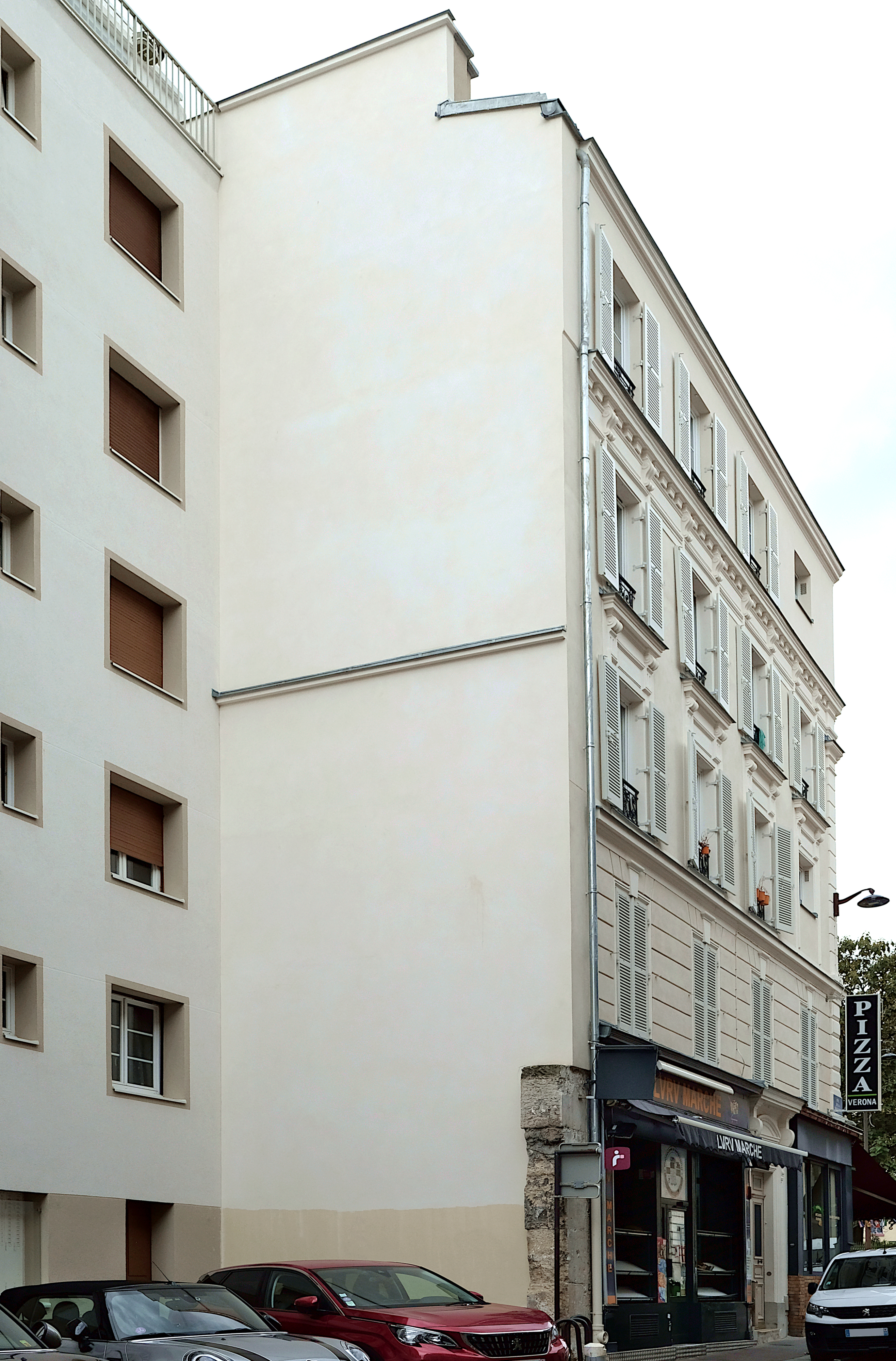
No 11 bis.
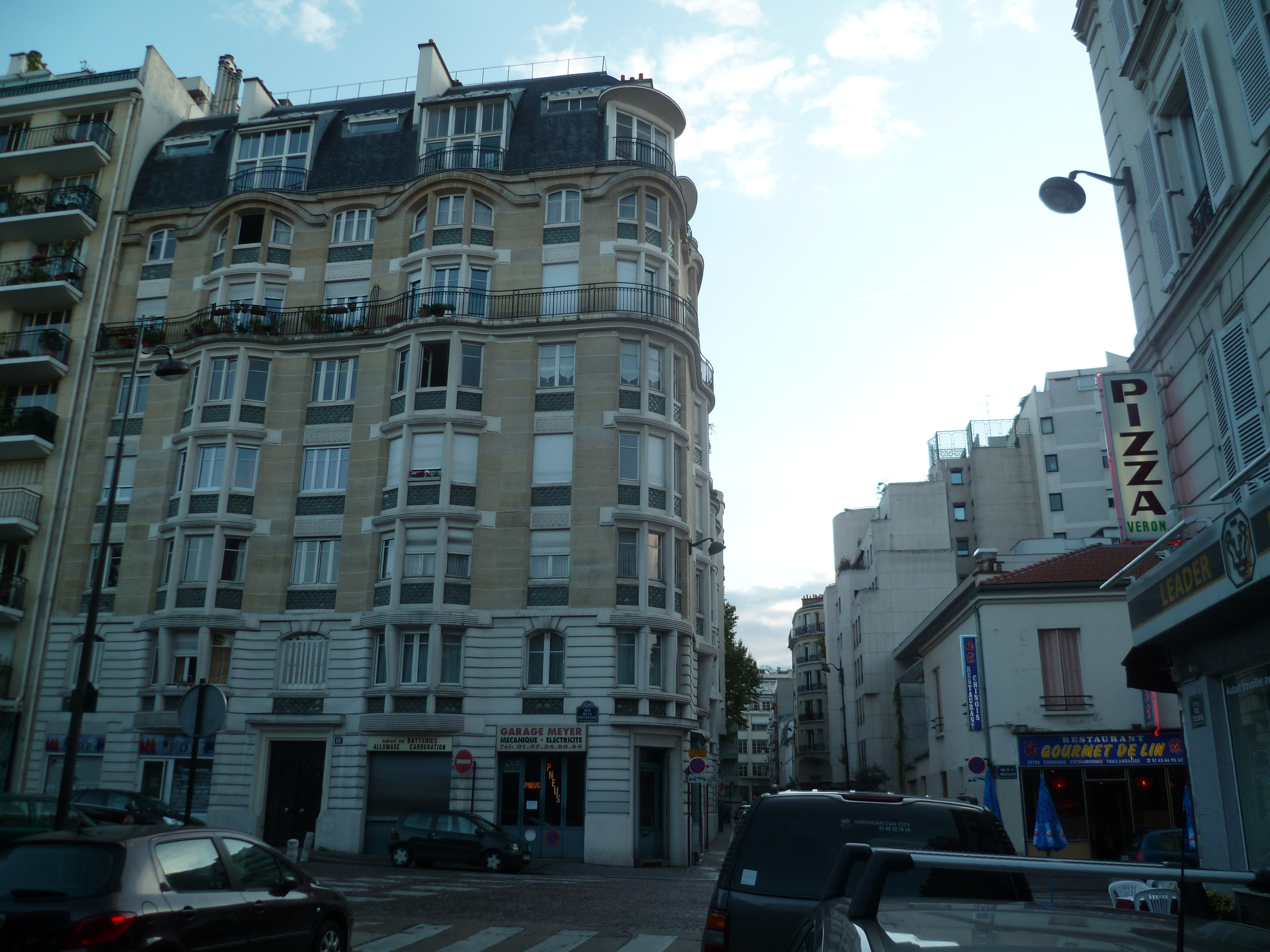
L'immeuble du no 16.